# Уивер, Майк
Майкл Дуэйн Уивер (англ. Michael Dwayne Weaver, чаще просто Майк Уивер (англ. Mike Weaver); род. 7 июля 1952, Гейтсвилл, Техас, США) — американский боксёр-профессионал, чемпион мира в тяжёлой весовой категории по версии WBA (1980—1982). Один из двоих чемпионов мира в тяжёлом весе в истории бокса (наряду с Майклом Бенттом), который дебютировал на профессиональном ринге поражением нокаутом. Ветеран войны во Вьетнаме.

## Ранние годы
Майк Уивер родился 13 июня 1951 года в городе Гейтсвилл, Техас, в семье автомеханика. В 1954 году, когда Майку было 2 года, его отец Ордэйн Уивер перевез свою большую семью в Южную Калифорнию. Помимо Майка в семье было ещё 12 детей. Майкл окончил школу Ganesha High в 1968 году. Учась в школе он занимался спортом и показывал довольно выдающиеся результаты: стометровку пробегал за 9.8 секунд, а в состязаниях по прыжкам в длину прыгал на 7.6 метров. Майк планировал продолжить дальнейшее обучение в колледже Mount San Antonio, но в выпускном классе Корпус морской пехоты США сделал ему предложение, от которого он не смог отказаться. «Двое вербовщиков пришли в школу и показали несколько фильмов» — вспоминал позднее Уивер. «Затем они сказали, что только некоторые из всех становятся такими бравыми солдатами». Уиверу это было по душе. «Я всегда любил соперничество» — вспоминал Майк. Уивер завербовался в Корпус морской пехоты США в 1968 году и добровольцем отправился на войну во Вьетнам. «В то время это казалось правильным, то что мы делали» — говорил Майк о своем участии в этой войне. Во Вьетнаме будущий чемпион принимал участие в боях и сражениях. Возвратившись с войны живым и невредимым, Уивер все равно, неохотно любил вспоминать об этом: «Служба во Вьетнаме была важной частью моей жизни, и хотя я начал заниматься боксом во время службы — я не хочу ничего говорить об этих днях»
. После возвращения в США, Уивер продолжил службу на базе Camp Lejene, Северная Калифорния, где всерьёз занялся боксом. Находясь в спортивном зале на территории своей армейской базы Уивер повздорил со своим сослуживцем, спор вскоре перешёл в драку, в которой Уивер хуком нокаутировал сослуживца. «Позже я узнал, что парень, которого я нокаутировал — был чемпионом нашей базы. На следующий день тренер по боксу пришёл на меня посмотреть и познакомиться со мной.» — комментировал этот эпизод своей жизни Майк. В 1971 году Майк Уивер демобилизуется и начинает недолгую любительскую карьеру. Через год — в 1972 году Майк Уивер переходит в профессионалы.

## Профессиональная карьера
Майк Уивер дебютировал 14 сентября 1972 года. Его первым противником был тоже начинающий, но более опытный боксёр Ховард Смит. Смит нокаутировал Уивера в 3-м раунде.
Через месяц состоялся реванш, бой состоял из 5 раундов. На этот раз Уивер выглядел лучше, но для победы этого не хватило, по итогам 5 раундов победителем был признан снова Смит. Уивер потерпел 2-е поражение подряд.
2-го февраля 1973 года Уивер вышел на бой против дебютанта Карлоса Лопеса, и победил его по очкам. Майк одержал первую победу в карьере.
Менее через месяц Майк встретился с небитым Билли Райном, который нокаутировал Майка во 2-м раунде.
Таким образом Уивер проиграл 3 из 4 своих первых боев. Казалось бы стал «мешком», Уивер после поражения даже подумывал уйти из бокса, но его отговорил Кен Нортон, у которого Майк работал в это-же время в качестве спарринг-партнёра. «Единственный кого ты не можешь побить — это сам ты» — сказал мне Кен, вспоминал Уивер. «У тебя сила и потенциал чемпиона, тебе только остаётся ждать своего поезда» — уверял тогда его Кен. В это-же время Нортон дал Уиверу его знаменитое прозвище «Геркулес», за внушительную мускулатуру. Поначалу Уивер возненавидел это прозвище. «Геркулес — это миф, а я нет» — говорил тогда всем Майк. Впоследствии Майк из-за неудач ещё дважды решит уйти из бокса, но каждый раз его будет уговаривать остаться Нортон. После поражения от Райна Уивер не выходил на ринг больше 6 месяцев. Причиной первых поражений Уивера было отсутствие выносливости. Его проблемой была самоуверенность в том, что он сможет кого-угодно нокаутировать к 3-му раунду за счёт силовых ударов, общефизической подготовке он внимание почти не уделял. «По утрам, когда я совершал пробежки я пробегал всего лишь один квартал и останавливался, и потом, если бой продолжался больше 3-х раундов, у меня из-за выносливости начинались неприятности и заканчивались поражением». — вспоминал Майк Уивер свои ошибки на ранней стадии карьеры..
Занявшись собой и изменив свой стиль боя, Уивер осенью 1972 года провел 3 боя и во всех одержал победы нокаутом, однако после этого снова последовало поражение от Ларри Фрезиера, который нокаутировал Уивера во 2-м раунде.

#### Бой с Родни Бобиком
22 марта 1974 года Уивер вышел на свой первый 10-раундовый бой. Соперником был известный опытный боксёр Родни Бобик, младший брат серебряного призёра Олимпиады 1972 Дуэйна Бобика. Родни в своём послужном списке имел 25 побед и всего лишь 3 поражения. Уивер провел неплохой бой, продемонстрировав явный прогресс в мастерстве, но Бобик выглядел лучше. По окончании 10 раундов единогласную победу одержал Бобик. Уивер же впервые прошёл всю дистанцию 10-ти раундового боя, показав, что проблемы с выносливостью преодолены.
После боя с Родни Бобиком, Уивер встретился с малопримечательным Орвилом Куэлсом. Уивер нокаутировал противника во 2-м раунде. Для Куэллса это поражение стало 4 к ряду и после поражения от «Геркулеса» он ушёл из бокса.

#### Бой с Дуэйном Бобиком
26 июля 1974 Майк вышел на ринг против небитого Дуэйна Бобика. Бобик несмотря на то, что был небитым, все равно считался малоперспективным бойцом, так как большую часть поединков в карьере провел против опытных, но слабых боксёров. Бой прошёл на близкой дистанции с большим обменом ударов, но из-за рассечения левого глаза угол Уивер принял решение остановить бой в 7-м раунде. Дуэйн Бобик был награждён победой техническим нокаутом, но впоследствии вспоминал, что ему после боя потребовался продолжительный отдых, так как бой для него как и победа был тяжёлым...
После поражения от Бобика-старшего Уивер для того, чтобы набрать рейтинг провел 4 боя с опытными боксёрами, в которых одержал 4 победы, в том числе над опытнейшим Тони Дойлом, в послужном списке которого было 56 боев и 40 побед.

#### Бой с Биллом Шарки
1 апреля 1977 года Майк встретился с небитым Биллом Шарки. Это был тяжёлый бой для Уивера. Шарки продемонстрировал неплохой потенциал и был близок к победе. Бой продолжался все положенные 10 раундов и по окончании их двое из трёх судей с преимуществом в один раунд отдали победу Уиверу, хотя последний судья дал ничью.
После трудной победой над Шарки, Уивер восстанавливался 5 месяцев, и на следующий бой отправился в Аляску, где «размялся» на Дэйве Мартинесе, который до боя с Майком имел в своём активе всего 7 боев, 5 из которых он проиграл. Мартинес был нокаутирован уже в 1-м раунде.

#### Бой со Стэном Уордом 1
21 января 1978 года Уивер вышел на бой с малоопытным Стэном Уордом. Это был первый 12-ти раундовый бой для него. Уорд перевешивал Уивера на 20 килограмм и навязал противнику тяжёлый встречный бой. По итогам 12 раундов победителем единогласно был признан Уорд.

#### Бой с Лероем Джонсом
В августе 1978 года Майк встретился с небитым Лероем Джонсом. Бой был практически равным. Но по итогам 12 раундов как и в предыдущем поединке для Уивера победителем был признан с минимальным преимуществом его оппонент. Сам же Майк впоследствии считал, что в боях с Уордом и Джонсом судьи его «обокрали». «На бой с Уордом я отправился к нему домой — в Сакраменто, Южная Калифорния, и победу отдали ему. С Джонсом я дрался в Лас-Вегасе, где он был более известным боксёром. Такие вещи в боксе приносят удачу» — вспоминал Майк об этих встречах.

#### Бой с Бернардо Мекардо
22 октября 1978 года Уивер вышел на ринг с крепким боксёром Бернардо Меркадо. Меркадо был нокаутирован в 5-м раунде, но Уивер впоследствии вспоминал что из тех, против кого он выходил на ринг, у Меркадо был наиболее сильный удар..

#### Бой со Стэном Уордом 2
После победы над Меркадо Майк Уивер одержал 3 победы подряд нокаутом, в том числе и над своим обидчиком Стэном Уордом, которого на этот раз Уивер нокаутировал в 9-м раунде.

#### Чемпионский бой с Ларри Холмсом 1
В июне 1979 году Уивер получил неожиданное предложение от команды Ларри Холмса стать претендентом в бое за титул чемпиона мира . Но особых откровений от боя никто не ожидал, так как для претендента Уивер имел довольно много поражений на тот момент. Эксперты посчитали что Холмс выбрал для защиты титула откровенно «проходного» противника, дело дошло до того, что чтобы состоялась трансляция поединка, права на неё срочно проибрел новый кабельный канал HBO, так как многие каналы отказались транслировать поединок из-за заведомо низких рейтингов. Уивер же был в состоянии небывалой мотивации: «Я не боялся Холмса вообще. Я каждому говорил, что если я не сумею его побить, я преподам ему тяжелейший бой в его жизни. Тогда надо мной все смеялись». В бою Уивер, однако, сумел показать на удивление высокий класс борьбы — и выдал Холмсу действительно жёсткий бой. С противником своим Ларри в итоге все же совладал, но с очень большим трудом. Развязка наступила в 11-м раунде. В конце 11-го раунда Уивер прижал Холмса в угол. Холмс левым встречным апперкотом послал Уивера в тяжёлый нокдаун. Уивер встал на счет 8, однако его шатало. Его спас гонг — рефери не стал останавливать бой. В 12-м раунде Холмс сразу же пошёл в атаку, загнал Уивера в угол и начал избивать. Рефери прекратил бой. Даже несмотря на поражение, Майкл в конечном итоге от участия в этом поединке только выиграл — популярность и рейтинг его значительно выросли. Сам же Майкл впоследствии говорил о Холмсе: "Холмс был великим, лучшим с кем я дрался. Это была честь — драться с ним.. "
После поражения от Холмса Уивер провел два боя, в которых одержал убедительные победы.

#### Чемпионский бой с Джоном Тейтом
31 марта Уивер вышел на бой в качестве претендента за титул чемпиона мира по версии WBA против небитого Джона Тейта. Тэйт проводил всего лишь первую защиту титула, но тем не менее многие эксперты утверждали, что за Тейтом будущее супертяжёлого дивизиона, Тэйт в своём активе имел победы над Бернардо Меркадо и Джерри Кутзее, которым он нанес первые поражения в карьере, а в феврале 1979-го нокаутировал в 1-м раунде небезызвестного Дуэна Бобика. В бою с Уивером Тэйт доминировал на протяжении 11 раундов, но в 12 раунде Майку удается переломить ситуацию, Тэйт пропускает серию сильных ударов, но не падает. Ему удается продержаться ещё 2 раунда и на последний раунд Джон Тэйт выходит выигрывая по очкам с большим преимуществом. Для того чтобы выиграть поединок, Уиверу необходимо было только нокаутировать противника. Перед началом 15 раунда менеджер Уивера Дон Мануэл прокричал своему боксёру: «Иди и нокаутируй его. Если не сможешь — не возвращайся.» И за 55 секунд до конца 15-го раунда Уивер сумел сделать невозможное, проведя абсолютно смертоносный левый хук, он отправил Тейта в нокаут. После окончания боя, Уивер прокричал: «Боже мой, я Рокки».

#### Бой с Джерри Кутзее
25 октября 1980 года Уивер отправился в ЮАР чтобы провести свою защиту титула против сильного южноафриканского тяжеловеса бывшего чемпиона Джерри Кутзее. С начала поединка Кутзее обрушил на Уивера град атак, но Уивер их выдержал. Бой был близким и равным, но в 13-м раунде Уиверу удалось его нокаутировать. Кутзее впервые в карьере проиграл нокаутом. Позднее Майк вспоминал, что это был один из лучших боев в его карьере: «Я дрался с ним в его родном городе и нокаутировал его на глазах у его же болельщиков, 16000 человек в тот день болели за него, но я был настроен в тот день как никогда в жизни, это был мой самый важный бой..»

#### Бой с Джеймсом Тиллисом
После боя с Кутзее Уивер не дрался больше года и очередную защиту провел лишь в октябре 1981 года против небитого на тот момент Джеймса Тиллиса. В близком бою Майклу удалось «перестучать» Тиллиса. Уивер победил по очкам.

#### Бой с Майклом Доуксом 1
10 декабря 1982 года Уивер проводил свою 3-ю защиту титула в бое против небитого Майкла Доукса. Бой запомнился спорным решением арбитра и потасовкой, начавшейся сразу после окончания поединка. С первых же секунд с начала гонга Доуксу сразу же удалось пробить по корпусу и выбросить крюк слева в голову Уивера. Уивер ответил ударом хуком слева в челюсть претенденту. Доукс принял обмен ударами, и оба нанесли несколько точных ударов друг другу в голову. Доуксу тут-же удалось провести комбинацию из трёх точных ударов: левого крюка, прямым кроссом справа и хуком слева, от которого Уивер подогнулся. Увидев, что соперник потрясен Доукс провел точный удар в челюсть Уивера, от которого тот упал на канвас. Майк сумел подняться на счет шесть и продолжить бой, но Доукс бросился добивать чемпиона и нанес несколько точных прицельных ударов справа. Удары цели не достигли и чемпион смог устоять на ногах, но в это время рефери неожиданно остановил бой. В ринге началась потасовка, рефери объяснил своё решение тем, что Уивер не отвечал на удары. Майк решение опротестовал. Майк Уивер не стал мириться с таким поражением и потребовал матч-реванш. Доукс ему не отказал.

#### Бой с Майклом Доуксом 2
20 мая 1983 года состоялся матч-реванш между Доуксом и Уивером. На этот раз бой прошёл на дальней дистанции с обилием клинчей. По окончании 15 раундов судьи дали спорную ничью. Часть экспертов посчитали, что Доукс победил. Майк Уивер решение не опротестовал.

#### Бой со Стэном Уордом 3
30 сентября 1983 года Майк в третий раз в карьере встретился со Стэном Уордом. Уорд ничего не смог противопоставить Уиверу и был нокаутирован в 9-м раунде.

#### Бой с Тони Энтони
9 ноября 1984 года Уивер провел бой против малопримечательного Тони Энтони. Энтони избегал боя с Уивером, бегая вокруг него по рингу в течение 1-го раунда, а после гонга нанес ему удар левым хуком в челюсть, Майк Уивер упал на канвас. Энтони заявил, что не слышал удар гонга. Рефери принял решение о дисквалификации Энтони и наградил победой Уивера.

#### Чемпионский бой с Пинклоном Томасом
В июне 1985 года Уивер получил ещё один шанс выиграть титул чемпиона мира. Он вышел на бой против чемпиона по версии WBC небитого Пинклона Томаса. Бой был близкий. Томас отправлял Уивера в нокдаун в 1 и 8 раунде и победил техническим нокаутом в 8 раунде, однако на момент остановки боя счёт судей был ничейным.

#### Бой с Карлом Уильямсом
В феврале 1986 года Уивер провел рейтинговый бой против бывшего претендента на титул чемпиона мира Карла Уильямса. Уильямс считался довольно перспективным бойцом, имел на тот момент 17 побед и всего лишь 1 поражение, которое ему нанес Ларри Холмс. Во втором раунде Уильямс потряс Уивера и затем прижал его в углу, где, увлекшись атакой, опустил руки, Уивер мгновенно воспользовался ошибкой соперника и тяжёлым левым кроссом отправил в нокдаун Уильямса. Уильямс с трудом поднялся. Майк кинулся его добивать и ещё дважды умудрился отправить в нокдаун Уильямса. После третьего падения рефери по правилу трёх нокдаунов прекратил поединок. После этого боя Уильямс более года не выходил на ринг.

#### Бой с Джеймсом Смитом 1
В апреле 1986 года Уивер сразился с Джеймсом «Бонкрашером» Смитом. В середине 1-го раунда Уивер сквозь перчатки пропускает сильнейший хук Смита и отходит к канатам. За минуту до окончания 1-го раунда Смит зажал у канатов Майка и начал методично избивать его, Уивер не отвечал и пропустив несколько сильных ударов в голову упал. Уивер почти сразу поднялся, но его сильно шатало и рефери принял решение остановить бой.

#### Бой с Донованом Раддоком
23 августа 1986 года «Геркулес» вышел на ринг с Донованом Раддоком. Уивер уступал в скорости и техничности оппоненту и проиграл этот по очкам.

#### Бой с Джеймсом Притчадом
24 августа 1987 года Майк встретился с непобеждённым, но слабым боксёром Джеймсом Притчардом. Для Притчарда Уивер был первым серьёзным противником в карьере и проверку на «прочность» он не выдержал. Уивер избивал Джеймса весь поединок и в итоге нокаутировал его в 6-м раунде. Карьера Притчарда после этого пошла на спад.

#### Бой с Джони Дю Плуем 1
В ноябре того же года состоялся первый бой Майка с не знавшим поражений южноафриканским тяжеловесом Джонни Дю Плуем. Дю Плуй слыл довольно приличным боксёром и поединок против Майка начал неплохо. Он доминировал на протяжении первых 3 раундов, но затем резко сдал. В 6-м раунде он почти перестал сопротивляться ссылаясь на боль в запястье. После окончания 6-го раунда в перерыве команда Дю Плуя решила прекратить бой из-за травмы запястья Дю Плуя. Уиверу была присуждена победа техническим нокаутом, но Дю Плуй не смирился с этим и потребовал у Уивера реванш. Майк согласился.

#### Бой с Джони Дю Плуем 2
30 апреля 1988 года состоялся реванш. Майкл слабо подготовился к бою. С первых же секунд боя Дю Плуй пошёл в атаку и провел по Уиверу несколько ударных комбинаций, Уивер выдержал первый натиск и попытался контратаковать, но напоролся на встречный джеб южноафриканца, за которым последовал убийственный левый хук в челюсть. Майк отступил к канатам, Дю Плуй бросился развивать свой успех и смог провести несколько ударов в голову экс-чемпиона, которые достигли цели, после чего Уивер заметно «поплыл». Уивера от нокаута спас гонг. Но до конца Майк восстановиться не успел и с начала 2-го раунда Дю Плуй сражу-же загнал его в угол и после града ударов свалил бывшего чемпиона на канвас. Майк не успел подняться на счет «10». Дю Плуй взял убедительный реванш.

#### Бой с Филлипом Брауном
После поражения от южноафриканца Уивер провел 2 боя с джорнименами, которых легко нокаутировал, после чего отправился в Нью-йорк на бой с крепким середняком Филлипом Брауном, которого он победил по очкам.

#### Бой с Джеймсом Смитом 2
4 апреля 1990 года Уивер во 2-й раз в карьере встретился с Джеймсом «Бонкрашером» Смитом. Но реванша не получилось. Смит на протяжении всех 12 раундов избивал Уивера и победил по очкам с разгромным счетом. Уивер проиграл в 15-й раз в карьере.

#### Бой с Ленноксом Льюисом
В июле 1991 года 39-летний Уивер вышел на ринг против молодого Леннокса Льюиса. К тому времени Уивер начал испытывать проблемы с лишним весом и потерял скорость. Льюис переигрывал ветерана в каждом раунде и в середине 6-го нокаутировал.

#### Бой с Бертом Купером
В феврале 1993 года Уивер встретился с крепким Бертом Купером. Уивер неплохо подготовился к бою и выдал для своих лет довольно приличный бой. По окончании 10 раундов единогласно победителем был признан Майк Уивер, но это была последняя победа «Геркулеса» над приличным соперником.
После победы над Купером Уивер провел 4 боя с малоизвестными боксёрами, в которых одержал 4 победы, после чего покинул бокс на 2 года.

#### Бой с Мелвином Фостером
В августе 1998 года Майк Уивер вернулся в бокс и встретился с Мелвином Фостером, который был моложе его на 19 лет. 46-летний потяжелевший Майк мало что мог противопоставить молодому Фостеру. Фостер выигрывал раунд за раундом. В 9-м раунде Майк уже еле держался на ногах и дотянув до спасительного гонга, принял решение не выходить на последний раунд, после чего снова покинул ринг на 2 года.

#### Бой с Ларри Холмсом 2
17 ноября 2000 года 48-летний Уивер вышел на бой с 51-летним Ларри Холмсом. Это был их второй бой за 21 год. Этот бой был частью серии боксёрских матчей под названием «Легенды бокса». Уивер особо не готовился к бою, и заметно устал к началу 5-го раунда. В 6-м раунде Холмс его нокаутировал. После этого боя Уивер покинул бокс окончательно.

### После бокса
После ухода из бокса Майк Уивер отказался заниматься тренерской деятельностью и с 1999 года работает в почтовой службе США.

## Результаты боёв
| Бой | Дата | Соперник | Судьи | Место боя | Раундов | Результат | Дополнительно |
| --- | ---- | -------- | ----- | --------- | ------- | --------- | ------------- |
|     |      |          |       |           |         |           |               |
| Бой | Дата | Соперник | Судьи | Место боя | Раундов | Результат | Дополнительно |